# Isaac Avy
Pour les articles homonymes, voir AVY.
Isaac Avy dit Avy Isaac, né le 23 avril 1983 à Abidjan, est un acteur et mannequin ivoirien. Il apparaît dans des clips vidéo de musiques urbaines.

## Biographie
Né à Abidjan le 23 avril 1983 dans une famille modeste, il fait un cursus scolaire et s'oriente vers la communication. Après les études, il est mannequin professionnel, et défile pour les grands noms de la mode ivoirienne comme Cisse St Moise, Alain Niava, Gilles Touré. Il est fut l'égérie du styliste Olivier Bango. Il incarne la SAPE en Côte d'Ivoire, pour promouvoir l'élégance auprès des jeunes. Il utilise les réseaux sociaux, en tant que conseiller vestimentaire. Il est remarqué par la RTI, qui lui ouvre une lucarne dans l'émission C’Midi, réalisée par Joseph Andjou, un transfuge de Canal+. Avy Isaac participe à plusieurs compétitions de sape et d'élégance à travers l'Afrique. Il défie les sapeurs congolais dans leur pays. Depuis 2015, il œuvre dans le social. Il s'occupe d'enfants de la rue. Pour la fête des mères, il sillonne les maternités et offre aux mamans et à leur bébé des kits de nouveau-né.